# Glorieta de Haití (Sevilla)

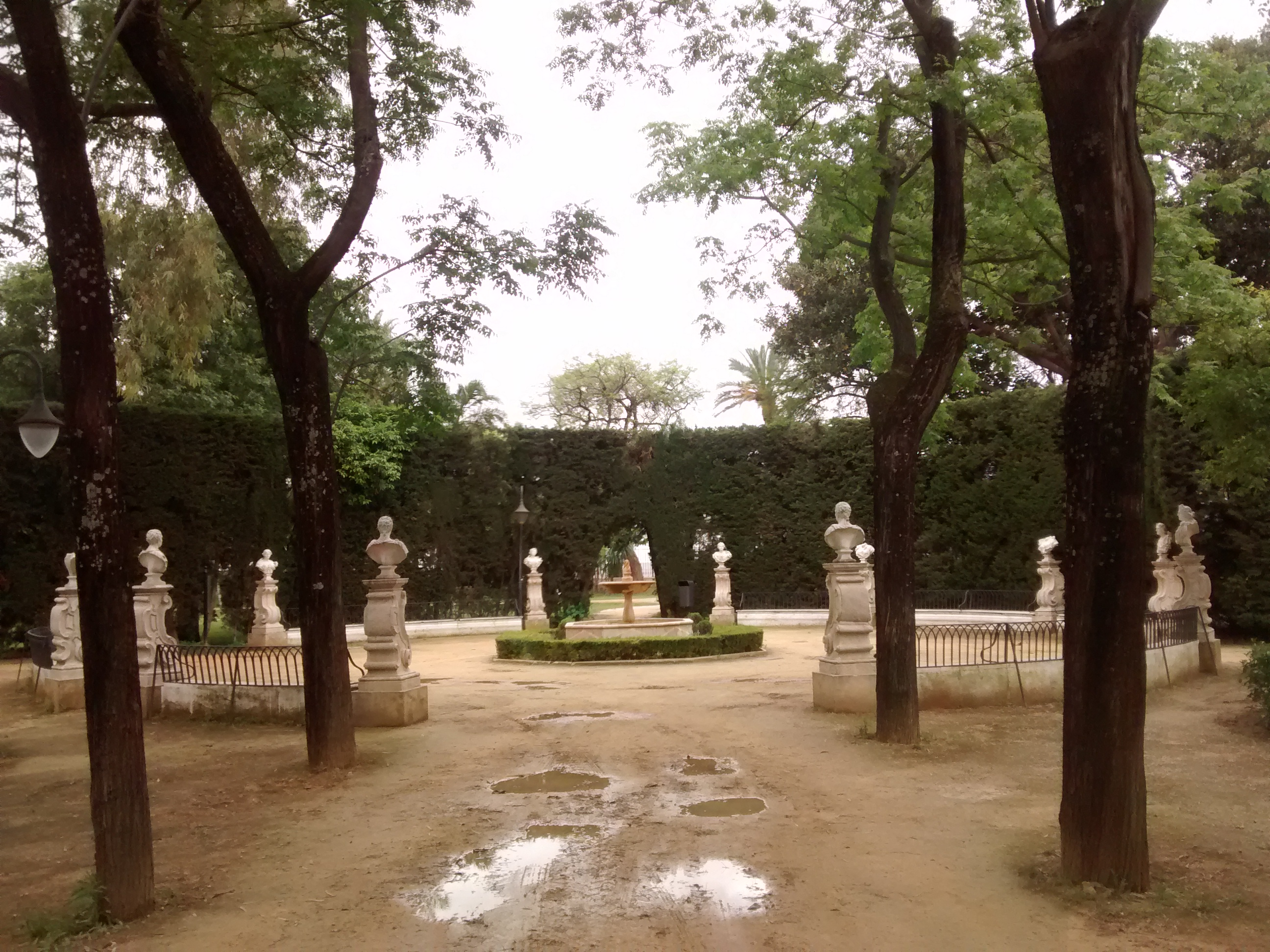

La Glorieta de Haití se encuentra en los Jardines de las Delicias de Sevilla (Andalucía, España).
Al igual que el resto del entorno, está decorada con diversas especies florales, árboles y bustos marmóreos de estilo clásico.